# Kiabu
Kiabu is een bestuurslaag in het regentschap Kepulauan Anambas van de provincie Riau-archipel, Indonesië. Kiabu telt 604 inwoners (volkstelling 2010).